# John Carey (crítico)
John Carey (1934-) crítico literario y académico graduado de St John’s College, Oxford. Fue miembro de “The Royal Society of Literature” de 1989 a 1995, además de haber sido jurado de numerosos Premios literarios incluyendo el “Booker Prize”(1982, 2003) , “Irish Times Literary Prize” (1993) y “ Man Booker International Prize” (2005). Es reconocido por su postura anti elitista de la alta cultura, como expresa en varios de sus libros.
Cuarto hijo de Charles William Carey y Winifred Ethel Carey. Nació en Barnes, Londres el 5 de abril de 1934. Realizó sus estudios en West Bridge Grammar School, Richmond y East Sheen County Grammar School for Boys. Durante este periodo de educación, comienza a desarrollar sus habilidades literarias. En 1954 comienza sus estudios de Literatura Inglesa en St John’s College, Oxford.En algunas fuentes se menciona que sus maestros fueron una gran influencia para obtener una beca y poder continuar sus estudios. Seis años más tarde contrae matrimonio con Gillian Booth a quien conoce durante sus estudios universitarios y con la que tuvo 2 hijos.
Se dedicaba a impartir clases de inglés hasta que, en 1976, St John’s College le otorga el grado de profesor de literatura inglesa, ocupación que conservó hasta su retiro en 2002, mismo año en el que se retira, recibe el título de “emeritus Merton” profesor de literatura.